# Escobèrs e Potz
Escobèrs e Potz (en francès Escoubès-Pouts) és un municipi francès situat al departament dels Alts Pirineus i a la regió d'Occitània.

## Demografia
| 1962                                       | 1968 | 1975 | 1982 | 1990 | 1999 | 2007 |
| ------------------------------------------ | ---- | ---- | ---- | ---- | ---- | ---- |
| 63                                         | 82   | 76   | 67   | 68   | 96   | 107  |
| Des de 1962: població sense dobles comptes |      |      |      |      |      |      |

## Administració
| Període   | Identitat        | Partit |
| --------- | ---------------- | ------ |
| 1995-2008 | André Lacrampe   | PCF    |
| 2008-     | Marguerite Bours |        |